# Кекеш
Ке́кеш (венг. Kékes) — гора высотой 1014 метров над уровнем моря, высочайшая вершина Венгрии, находится в горной системе Матра на севере страны. Это третье место по популярности у туристов в Венгрии после озера Балатон и Дуная.
Название Кекеш происходит от голубоватого вида горы. В венгерском языке слово «кек» означает «голубой», а Кекеш, соответственно, «голубоватый».